# Affodilfamilie
De affodilfamilie (Asphodelaceae) is een familie van eenzaadlobbige bloeiende planten met zo'n 800 soorten in circa een dozijn genera. De familie heeft een wat onzeker bestaan: ze wordt zonder meer erkend door het APG-systeem (1998), maar in het APG II-systeem (2003) is ze optioneel: òf dit is als aparte familie te erkennen òf de planten kunnen ingevoegd worden bij de familie Xanthorrhoeaceae. Het APG III-systeem (2009) gaat verder en kiest voor dit laatste; de betreffende planten vormen daar de onderfamilie Asphodeloideae.
De planten komen van nature voor in Afrika en van de Middellandse Zee tot centraal Azië, en één geslacht (Bulbinella) in Nieuw-Zeeland. De grootste diversiteit wordt aangetroffen in Zuid-Afrika.
Op de Nederlandstalige Wikipedia worden de geslachten Aloë en Asphodeline in een eigen artikel behandeld alsook de volgende soorten:
- Kokerboom (Aloe dichotoma)
- Aloë vera (Aloe vera)
Aloe aageodonta
Aloe rauhii
- Witte affodil (Asphodelus albus)
- Paradijslelie (Paradisea liliastrum)

Merk op dat de plaatsing van het geslacht Paradisea onzeker is. De APWebsite plaatst dit geslacht in de familie Agavaceae.
Overige geslachten zijn:
- Astroloba, Bulbine, Bulbinella, Chamaealoë, Chortolirion, Eremurus, Gasteria, Haworthia, Herpolirion, Jodrellia, Kniphofia, Lomatophyllum, Poellnitzia, Trachyandra.